# Parafia Zwiastowania Najświętszej Maryi Panny w Łabiszynie
Parafia pw. Zwiastowania Najświętszej Maryi Panny w Łabiszynie – rzymskokatolicka parafia w dekanacie Łabiszyn, diecezji bydgoskiej
Została utworzona 1 lipca 1996 przy dawnym kościele parafialnym w Łabiszynie, zbudowanym w XVI i XVII wieku (zachowało się tylko prezbiterium). Obok kościoła mieści się wzniesiony w 1895 klasztor Elżbietanek.
W parafii działają następujące grupy: Bractwo Miłosierdzia Bożego, Oaza Młodzieżowa, Grupa Charytatywna, Wspólnota Różańcowa oraz Ruch Eucharystyczny.

## Galeria

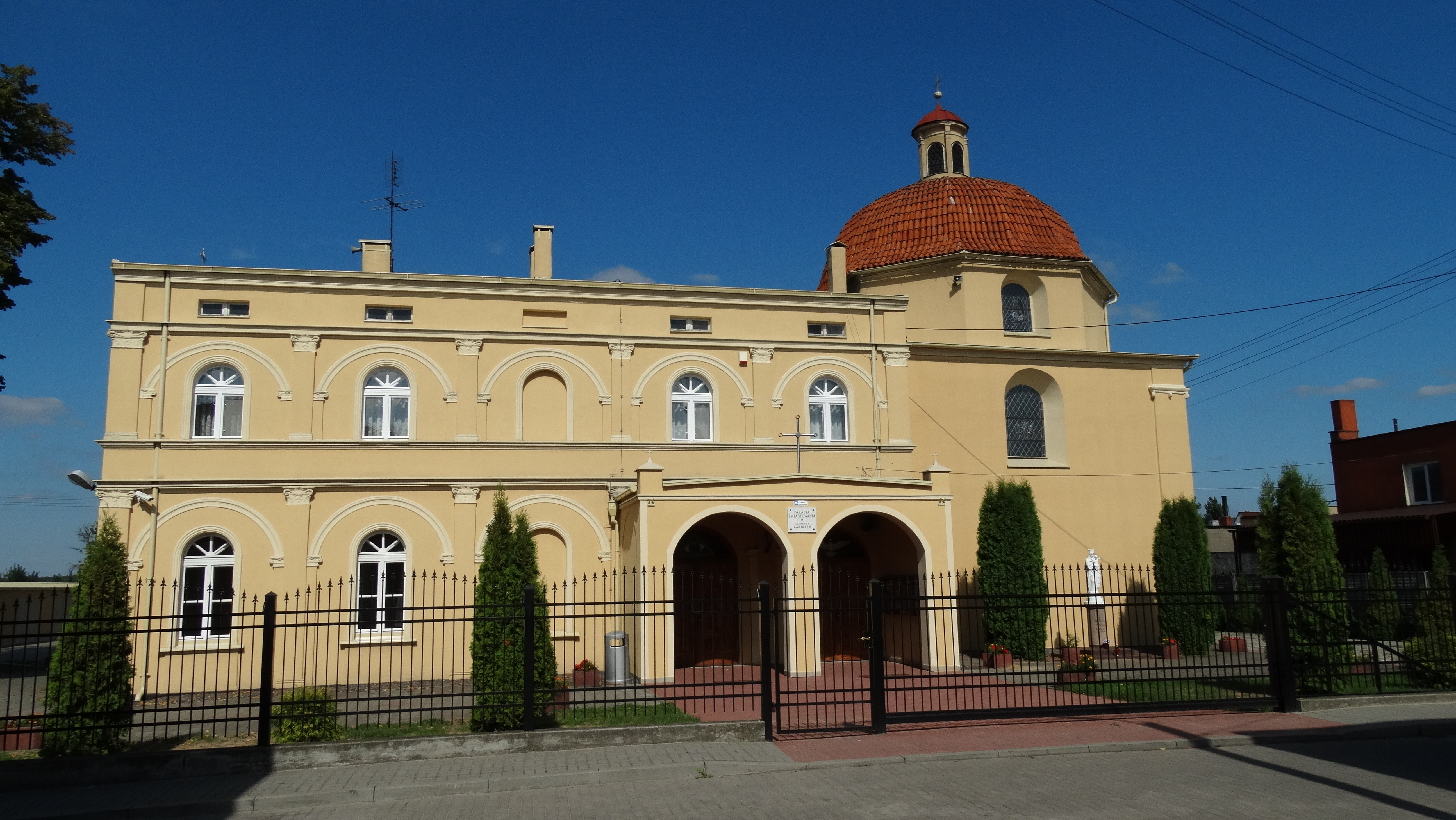
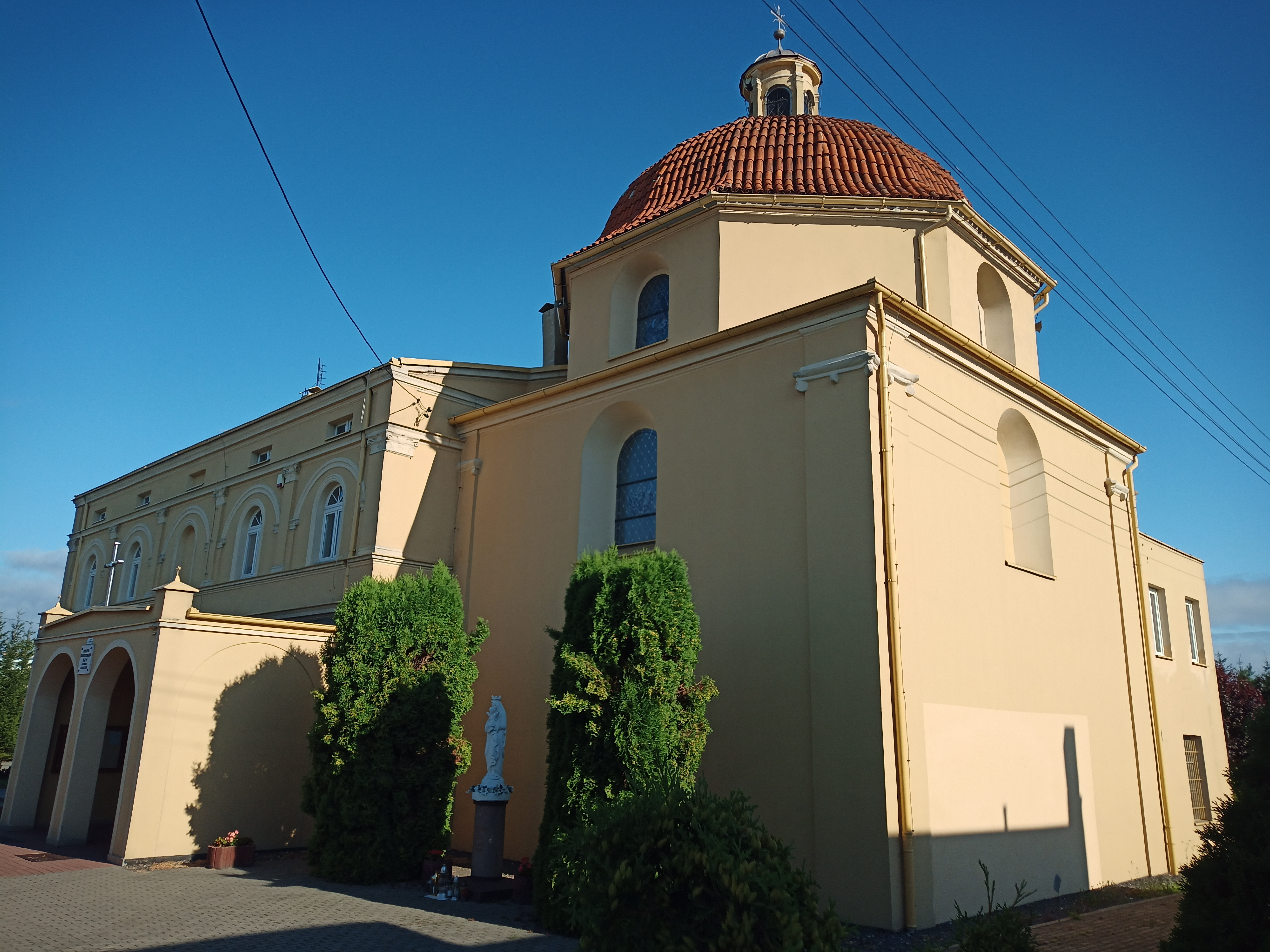
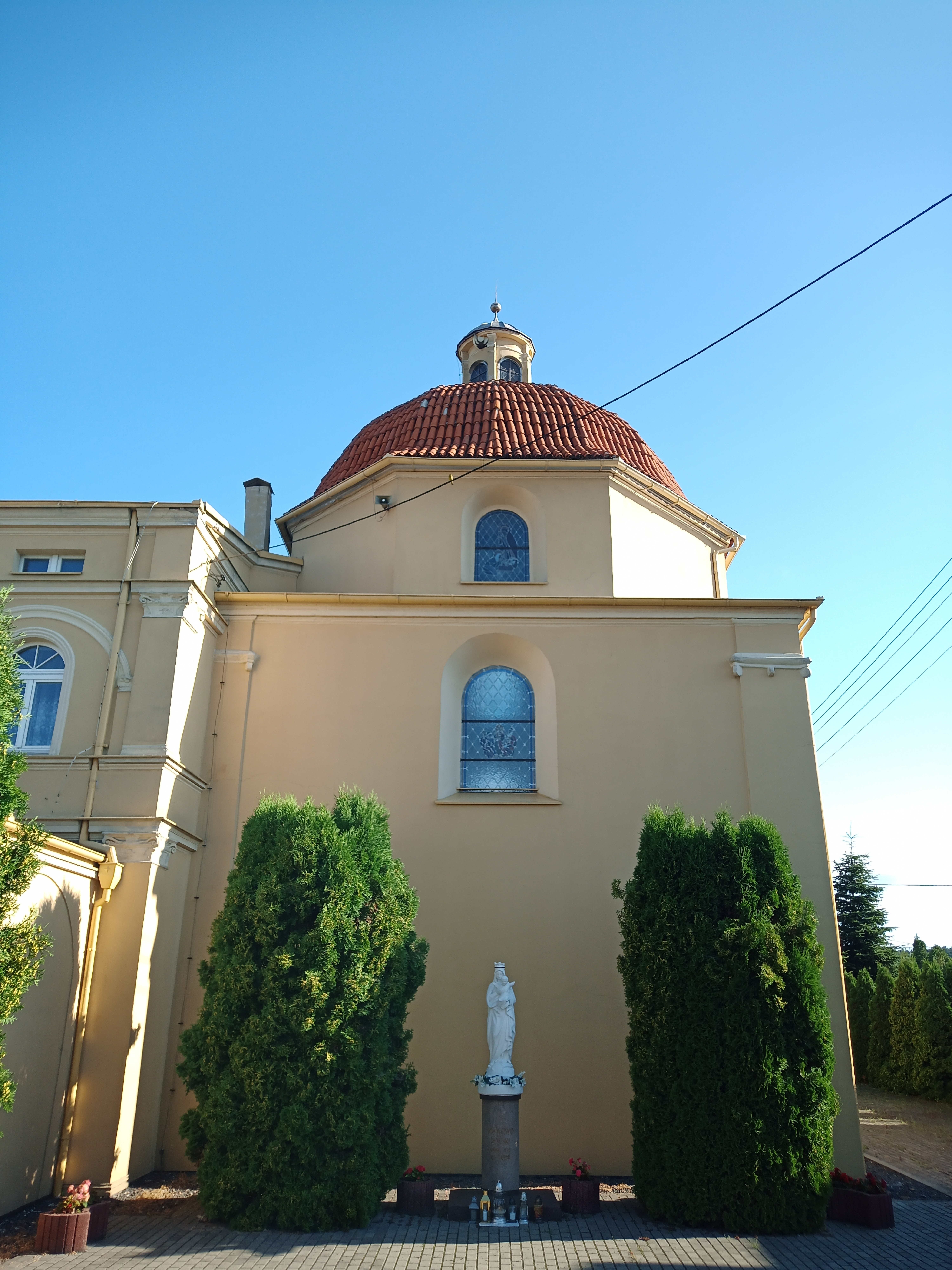